# 텍사스 모터 스피드웨이

텍사스 모터 스피드웨이(Texas Motor Speedway)는 미국 텍사스주 덴턴군 포트워스시의 북부 끝에 위치한 스피드웨이이다. 다시 구성된 트랙은 1.44마일(2.32킬로미터)로 측정된다. 트랙의 구조는 애틀랜타 모터 스피드웨이와 샬럿 모터 스피드웨이와 유사하다. 트랙은 스피드웨이 모터스포츠가 소유하고 있다.